# Palmarès del Club Atlético Independiente
Il Club Atlético Independiente, noto più semplicemente come Independiente, è una società polisportiva argentina con sede ad Avellaneda, nella parte sud della Grande Buenos Aires.
Nel proprio palmarès internazionale può vantare la vittoria di 7 Coppe Libertadores (record continentale), di cui 4 consecutive dal 1972 al 1975 (record), 3 Coppe Interamericane, 2 Supercoppe Sudamericane, 1 Recopa Sudamericana, 2 Coppe Intercontinentali (1973 e 1984), 2 Coppe Sudamericane e una Coppa Suruga Bank, per un totale di 18 trofei ufficiali che ne fanno il terzo club più titolato al mondo (a pari merito con Boca Juniors e Milan). È inoltre l'unica squadra ad aver vinto tutte le finali disputate in Coppa Libertadores (sette su sette), tra quelli che hanno disputato più di due finali del torneo. In virtù dei numerosi successi conseguiti a livello internazionale, il club è noto anche come rey de copas ("re delle coppe").

## Competizioni nazionali
- Campionato argentino: 16

1922 (AAm), 1926 (AAm), 1938, 1939, 1948, 1960, 1963, 1967, 1970, 1971, 1977, 1978, 1983, 1988-1989, Clausura 1994, Apertura 2002
- Copa Ibarguren: 2

1938, 1939
- Copa Adrián C. Escobar: 1

1939
- Concurso por Eliminación: 1

1914
- Copa de Competencia Jockey Club: 1

1917
- Copa de Competencia Asociación Amateurs: 3

1924, 1925, 1926

## Competizioni internazionali
- Coppa Intercontinentale: 2

1973, 1984
- Coppa Libertadores: 7  (record)

1964, 1965, 1972, 1973, 1974, 1975, 1984
- Coppa Sudamericana: 2  (record condiviso col Boca Juniors)

2010, 2017
- Supercoppa Sudamericana: 2  (record condiviso col Cruzeiro)

1994, 1995
- Recopa Sudamericana: 1

1995
- Coppa Interamericana: 3  (record)

1972, 1974, 1975
- Coppa Suruga Bank: 1

2018
- Copa Ricardo Aldao: 2

1938, 1939

## Altri piazzamenti
- Campionato argentino:

Secondo posto: 1912, 1923 (AAm), 1932, 1934, 1935, 1937, 1940, 1950, 1954, 1964, Metropolitano 1977, Metropolitano 1982, Nacional 1983, 1989-1990, Clausura 1993, Apertura 1996, Clausura 2000
Terzo posto: 1921 (AAm), 1924 (AAm), 1945, 1947, 1952, 1959, 1986-1987, 2016 (Zona A)
Semifinalista: Apertura 2025
- Copa de la Liga Profesional:

Semifinalista: 2021
- Primera B Nacional:

Terzo posto: 2013-2014
- Coppa Libertadores:

Semifinalista: 1966, 1976, 1979, 1985, 1987
- Recopa Sudamericana:

Finalista: 1996, 2011, 2018
- Supercoppa Sudamericana:

Finalista: 1989
- Coppa Suruga Bank:

Finalista: 2011
- Coppa Intercontinentale:

Finalista: 1964, 1965, 1972, 1974